# Hermann Kükelhaus
Hermann Kükelhaus (* 4. August 1920 in Essen; † 30. Januar 1944 in Berlin) war ein deutscher Soldat und Dichter. Bekannt wurde er durch seine Briefe und Gedichte, die sein Bruder Hugo veröffentlichte.

## Leben
Aufgewachsen in Essen und, nach dem Tod des Vaters 1931, auf einem kleinen Bauerngut im ostpreußischen Bischofsburg, kam der geistig frühreife Knabe ins Napola-Internat Stuhm. 1938 bezeichnete er dort mit seinem Referat zum Abitur mit dem Titel Der Machthaber und die Masse die totalitäre Herrschaft als „kosmisches Karzinom“. Damit löste er einen Tumult aus: das Referat wurde abgebrochen, er selbst verhaftet, verhört und schließlich zu einem Jahr Strafarbeit unter Tage in einem Bergwerk verurteilt; das Reifezeugnis bekam er nicht.
Er wurde dann zum Soldaten ausgebildet und als Infanterist nach Russland geschickt; als einer von fünf seiner Kompanie überlebte er den Feldzug auf Moskau mit einem Knochendurchschuss und Erfrierungen. Im Sommer 1942 geriet er als Unteroffizier mit seinem Vorkommando in einen Hinterhalt.
Im Herbst traf ihn ein Schuss in die Stirn und er wurde zurück nach Berlin gebracht. Befreundete Ärzte sorgten dafür, dass er nicht wieder an die Front musste, sondern in ambulanter Behandlung in Berlin bleiben konnte. Dort wollte er die Angriffe von der Straße miterleben, um jeweils nach Entwarnung bei den Löscheinsätzen mitzuhelfen. Bei einem solchen Einsatz stürzte er am 30. Januar 1944 in der Uhlandstraße von einem brennenden Hausdach.

## Zitat
Aus einem Brief an Bruder Hugo, datiert vom 10. Februar 1942:
Vor einigen Tagen fiel der zweite von meinen guten Freunden. Ein junger Maler, ein Mann nach meinem Herzen. Von unserer Kompanie leben jetzt nur noch neun. Es wird so weitergehn. Wir werden nicht abgelöst.
Der Tor steht da
von Tod umwittert –
in grauer Welt
ein Narr der Held.
Nimm hin und horch
und sei vergessen
und weine nicht,
doch lach mir zu,
so bleich,
so gleich,
und stirb in Ruh’…

## Buchausgaben
Eine erste Sammlung seiner Gedichte ließ sein um 20 Jahre älterer Bruder Hugo bereits 1942 als Privatdruck bei Stichnote in Potsdam erscheinen. Eine zweite, „offizielle“ Auswahl kam 1947 im gleichen Verlag heraus. Sie war als Vorläufer für eine von Peter Suhrkamp geplante Werkausgabe in seinem eigenen Verlag gedacht, die aber – Suhrkamp verstarb 1959 – nicht (mehr) zustande kam. 1964 erschien dann der Band …ein Narr, der Held im Diogenes Verlag (rund 160 Seiten stark), der dort 1985 nochmals, diesmal als Taschenbuch, nachgedruckt wurde. Heute ist sein Werk durch die Ausgabe des Urachhaus Verlags (auf rund 250 Seiten) greifbar.
- Gedichte, Stichnote, Potsdam 1947
- …ein Narr, der Held. Briefe und Gedichte. Hg. v. Elizabeth Gilbert (mit einem Nachwort). Einleitung von Hugo Kükelhaus, Diogenes, Zürich 1964
- … ein Narr der Held. Briefe und Gedichte 1939–1943. Hg. v. Ingrid Grebe, Urachhaus, Stuttgart 1998, ISBN 978-3-8251-7208-4